# Baumfarne
Die Baumfarne (Cyatheales) sind eine Ordnung der Farne. 
Nicht alle Arten innerhalb dieser Ordnung bilden ausgeprägte Stämme. Zudem gehören nicht alle baumförmigen Farne zu dieser Ordnung. Neben den Farnen in dieser Ordnung finden sich in den Familien Königsfarngewächse (Osmundaceae) und Rippenfarngewächse (Blechnaceae) einige Farn-Arten mit Stämmen in den Gattungen Blechnum, Leptopteris, Sadleria und Todea. Aus dem Karbon sind fossile Baumfarne der Gattung Psaronius aus der Familie der Marattiaceae bekannt.
Baumfarne der Ordnung der Cyatheales traten erstmals im Jura auf.

## Beschreibung

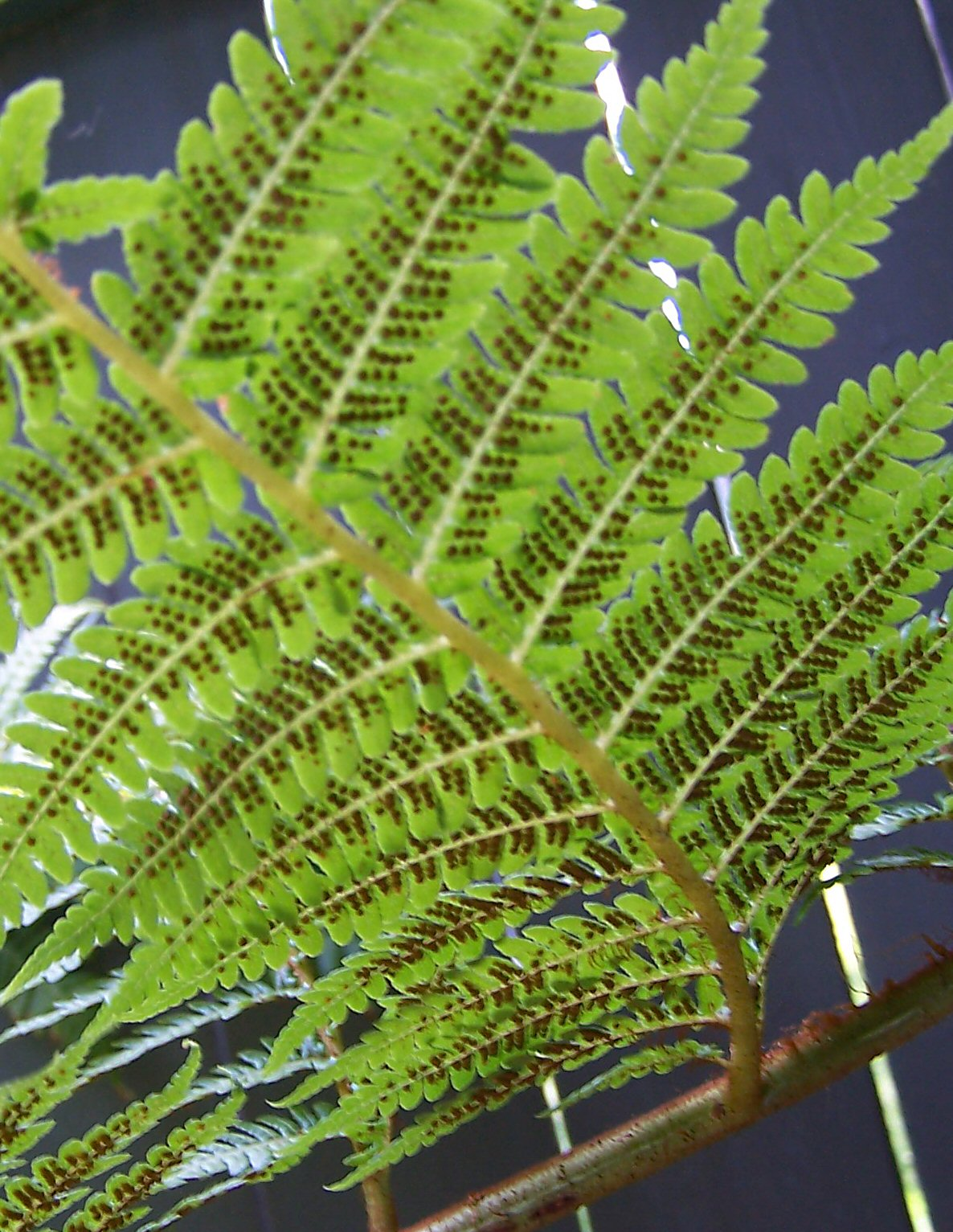
Sori auf der Blattunterseite von Dicksonia antarctica

Die Ordnung hat keine herausstechenden gemeinsamen Merkmale.
Manche Arten haben einen stammförmigen Wuchs, andere haben ein kriechendes Rhizom. Manche haben behaarte Sprossachsen, andere Schuppen. Die Sori sitzen abaxial (an der Blattunterseite) oder marginal (am Blattrand). Sie sind von einem Indusium bedeckt oder auch nicht.
Die Farnwedel von Baumfarnen sind in ausgewachsenen Exemplaren oft über 1 Meter lang, und fast immer ein- oder mehrfach gefiedert. Eine Art besitzt allerdings einfache ungefiederte Wedel.
Anders als Samenpflanzen zeigen Baumfarne kein Dickenwachstum des Stammes. Der Stamm wird von den Wurzelbündeln gestützt, die sich beim Wachstum ausbilden.
Das Prothallium ist grün und herzförmig.

## Vorkommen
Baumfarne wachsen in tropischen und subtropischen Gebieten der Erde. Einige Arten tolerieren auch das gemäßigte Klima von Regenwäldern in Australien, Tasmanien und Neuseeland und benachbarter Gebiete (Malaysia, Lord-Howe-Insel). Generell tolerieren Baumfarne keine andauernde Trockenheit, und nur wenige Arten (zum Beispiel Dicksonia antarctica) überleben milde Frostperioden.
Bei Studien in bislang nicht untersuchten Gebieten Neuguineas werden regelmäßig neue Arten entdeckt. Gleichzeitig sind einige Arten aufgrund der Sammlung für den Zierpflanzenhandel, intensivem Holzeinschlag und Habitatverlust stark bedroht oder ausgestorben.

## Ökonomische Bedeutung

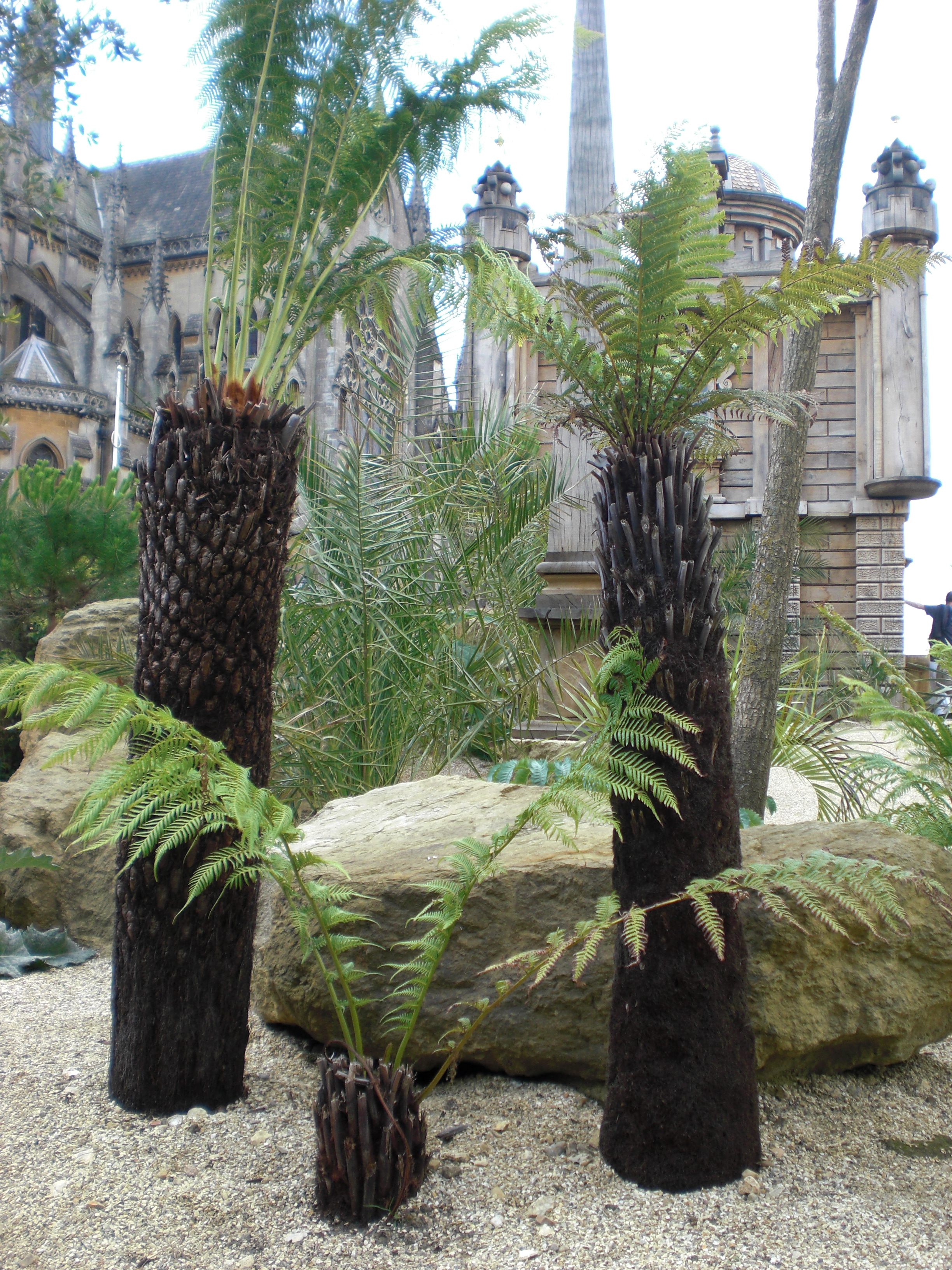
Baumfarne im Park des Arundel Castle, England

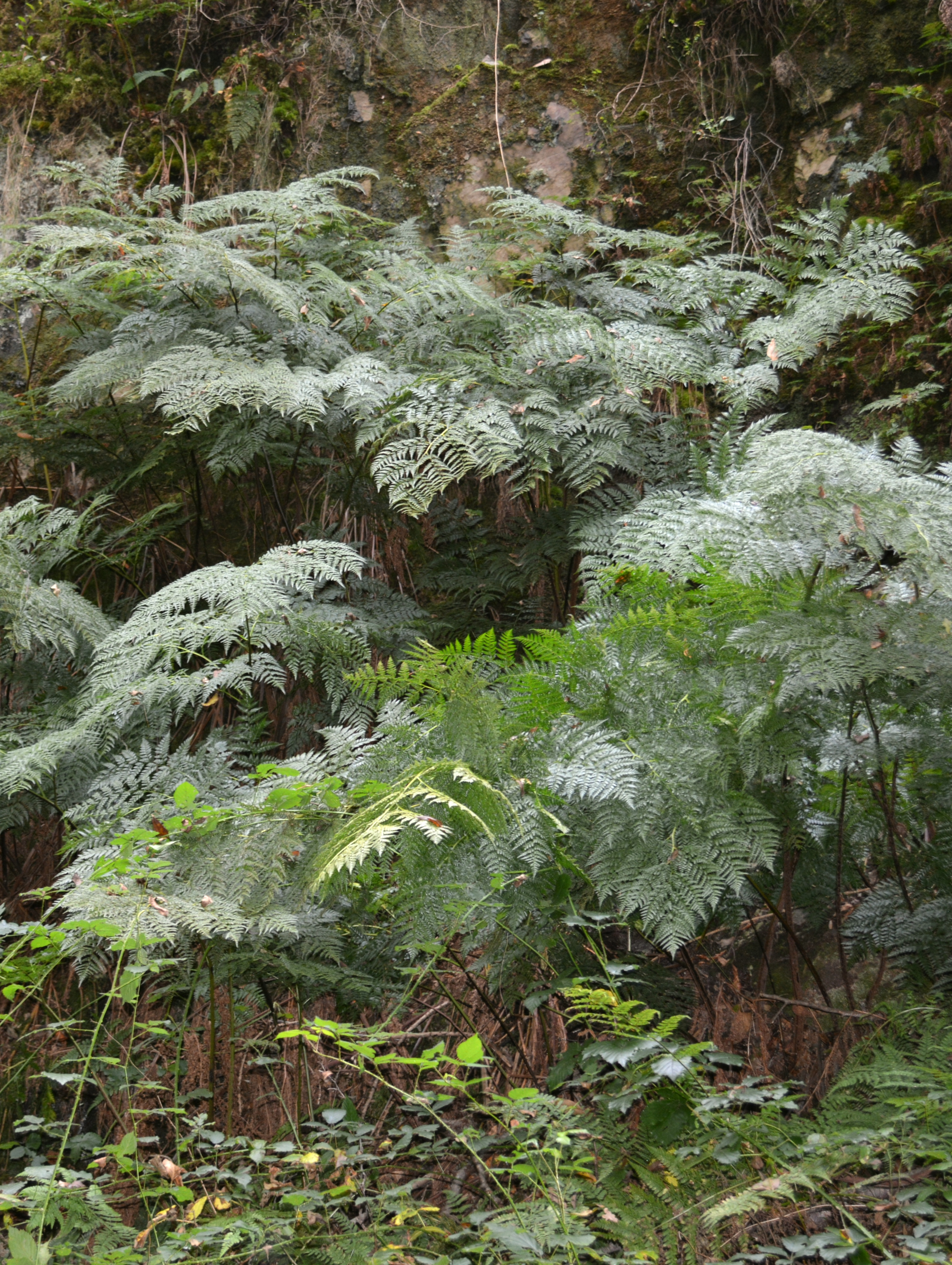
Culcita macrocarpa

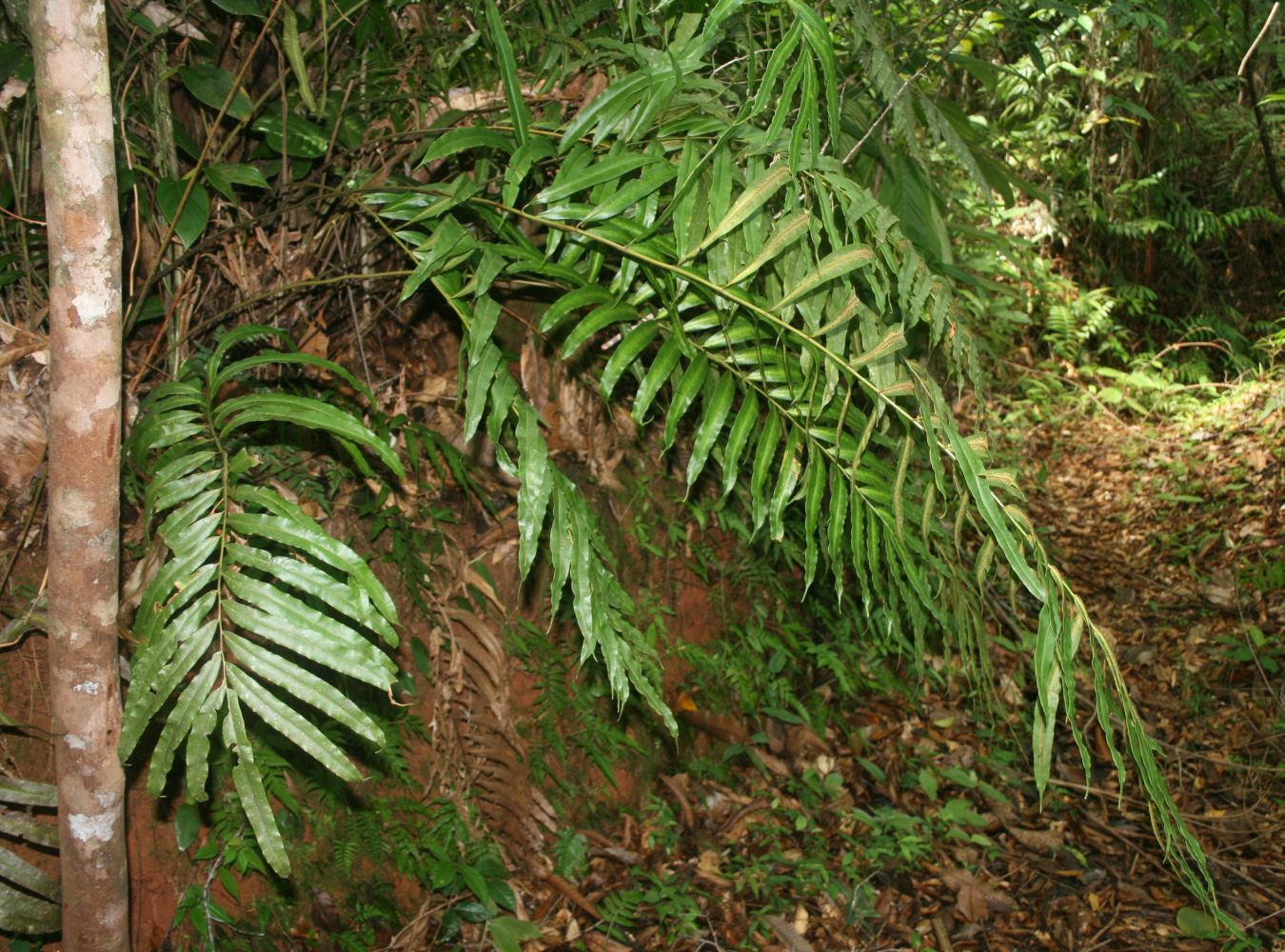
Metaxya rostrata

Baumfarne wurden seit dem 19. Jahrhundert als Zierpflanzen nach England importiert und dort zu beliebten Pflanzen in Tropenhäusern. In vielen anderen Gebieten der Erde mit nur geringen Frösten, zum Beispiel in Südengland mit seinem (durch den Golfstrom beeinflussten) maritimen Klima, ist das Anpflanzen in Landschaftsparks und Gärten möglich.
Zierpflanzen mit kommerzieller Bedeutung finden sich in den Gattungen Cyathea und Dicksonia. In sehr hellen, im Winter kühlen Zimmern, oder in Wintergärten können auch einige Baumfarn-Arten gepflegt werden.
Am Stamm und an den Wedeln älterer Exemplare befinden sich lange seidige Haare, welche in China zur Stillung von Blutungen und auf Hawaii als Kissenfüllung verwendet wurden.

## Systematik
Die Ordnung Cyatheales ist aller Wahrscheinlichkeit nach eine monophyletische Gruppe. Sie wird nach Smith et al. (2006) in acht Familien untergliedert:
- Familie Thyrsopteridaceae
  - Thyrsopteris Kunze, mit nur einer Art:
    - Thyrsopteris elegans Kunze, einem endemischen Baumfarn von den Juan-Fernández-Inseln.
- Familie Loxsomataceae
  - Loxsoma R. Br. ex A. Cunn., mit nur einer Art, die auf der Nordinsel Neuseelands wächst:
    - Loxsoma cunninghamii R.Br. ex A. Cunn.

  - Loxsomopsis Christ, mit nur einer Art in Südamerika und in Costa Rica:
    - Loxsomopsis pearcei (Baker) Maxon
- Familie Culcitaceae:
  - Culcita C. Presl, mit nur zwei Arten.
- Familie Plagiogyriaceae
  - Plagiogyria (Kunze) Mett., mit etwa 12–37 Arten in Ostasien und Amerika
- Familie Cibotiaceae
  - Cibotium Kaulf., mit etwa 7–12 Arten im tropischen Asien, in Polynesien und in Amerika
- Familie Cyatheaceae (inkl. Alsophilaceae, Hymenophyllopsidaceae)
  - Alsophila R. Br. (inkl. Nephelea R.M.Tryon), mit mindestens 63 Arten
  - Cyathea Sm., mit mindestens etwa 300 Arten (inkl. Cnemidaria C. Presl, Hemitelia R. Br., Trichipteris C. Presl)
  - Gymnosphaera Blume, mit etwa 21 Arten
  - Hymenophyllopsis Goebel, mit sieben Arten im nördlichen Südamerika
  - Sphaeropteris Bernh. (inkl. Fourniera J.Bommer), mit mindestens 13 Arten
- Familie Dicksoniaceae (inkl. Lophosoriaceae)
  - Calochlaena (Maxon) M.D. Turner & R.A. White, mit fünf Arten.
  - Dicksonia L'Hérit., mit etwa 7–25 Arten
  - Lophosoria C.Presl, mit nur einer Art im tropischen Amerika:
    - Lophosoria quadripinnata (J.F. Gmel.) C. Chr.
- Familie Metaxyaceae
  - Metaxya C. Presl, mit 6 Arten im tropischen Südamerika

## Bilder

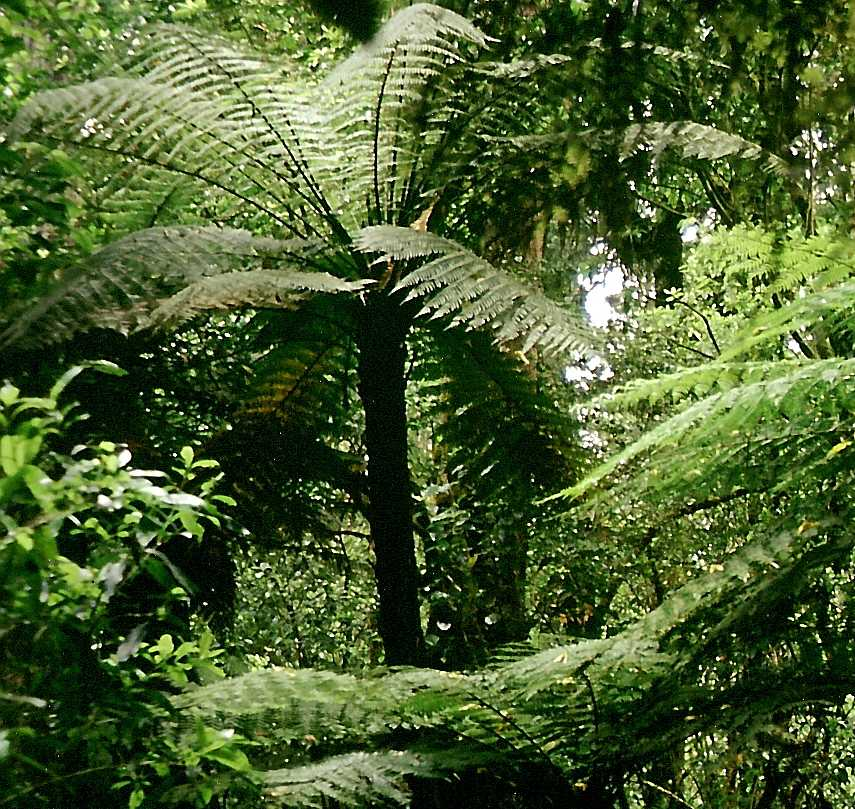
Baumfarne
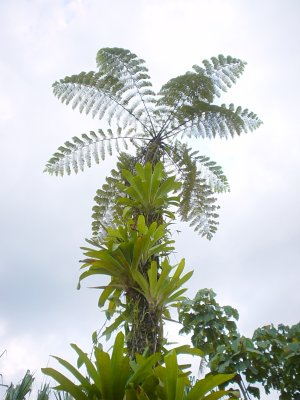
Baumfarn
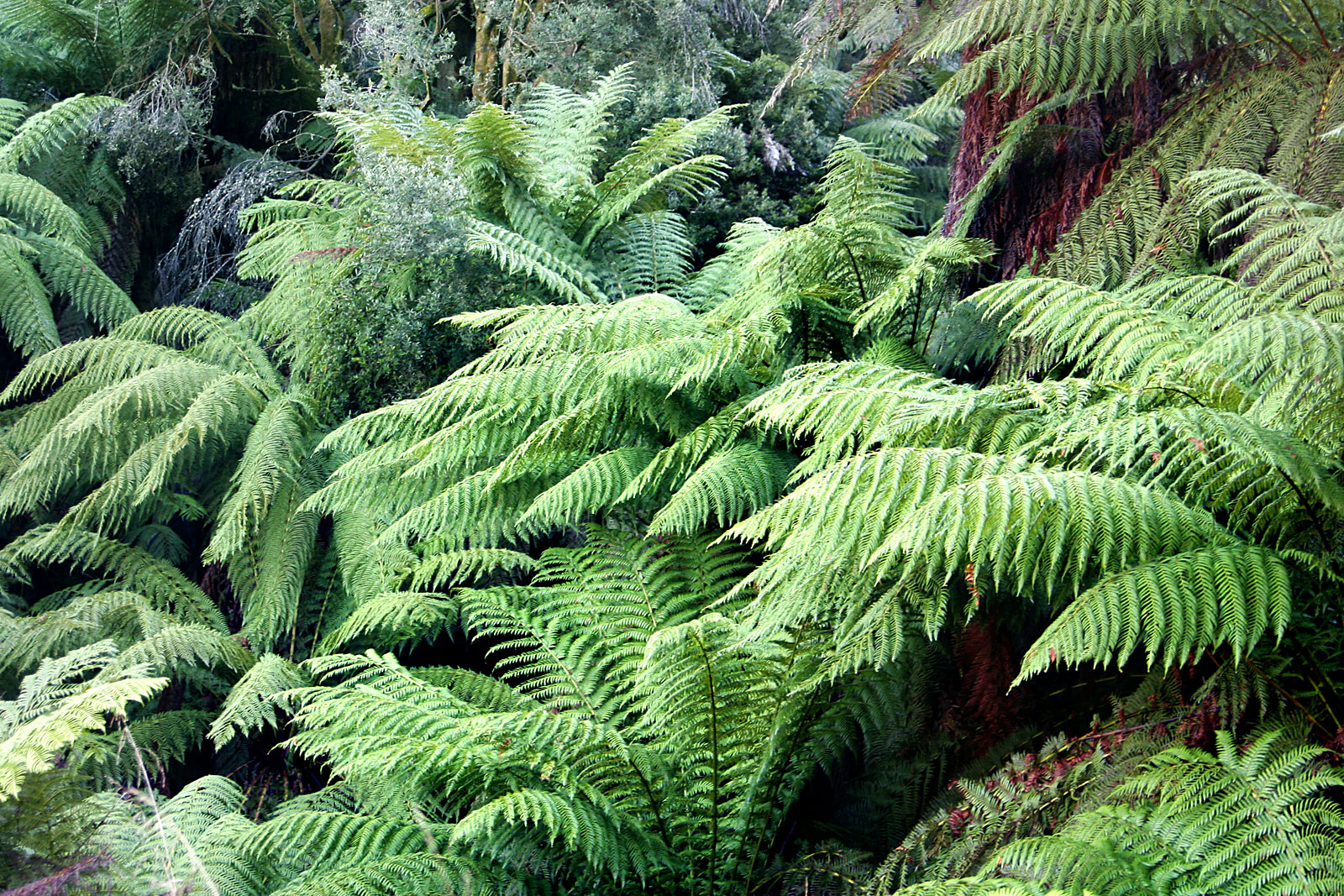
Baumfarn (Dicksonia antarctica) in Nunniong, Australien
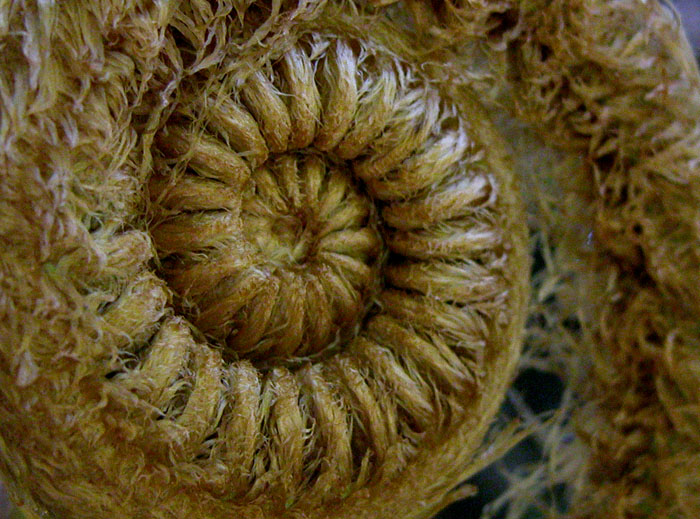
Cibotium glaucum (Hapu'u pulu) Hawaii
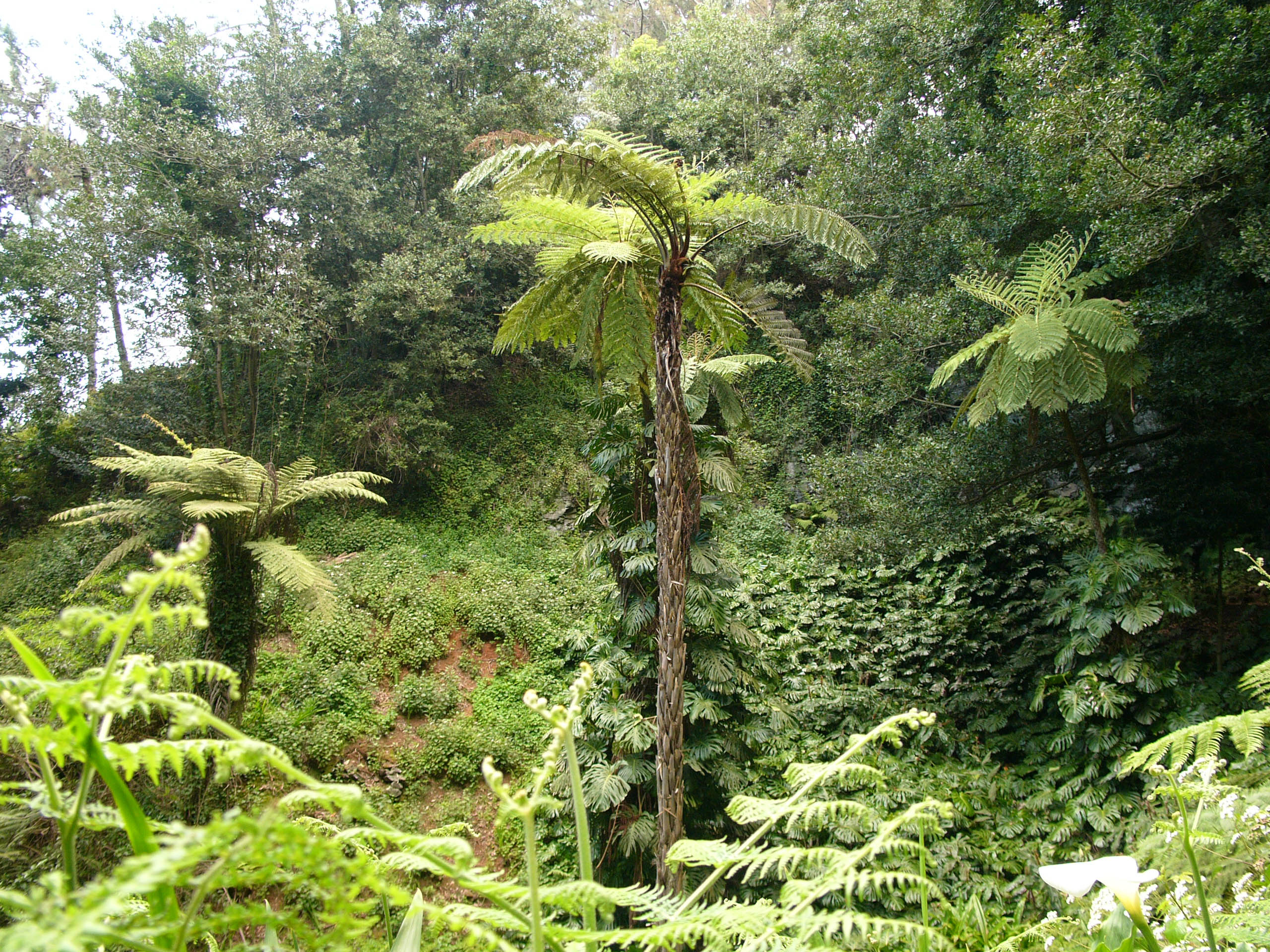
Baumfarne in Blendys Garden, Madeira
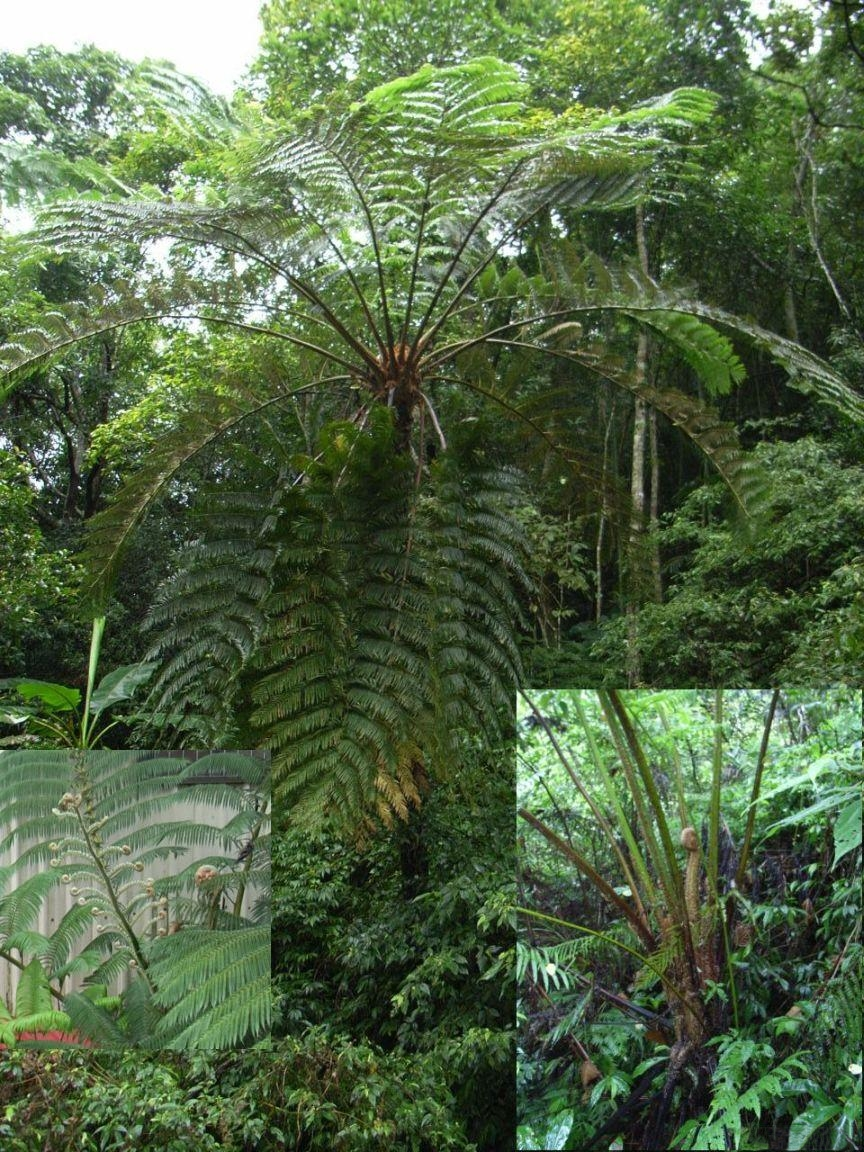
(Cyathea spinulosa) Baumfarne im Regenwald von Taiwan
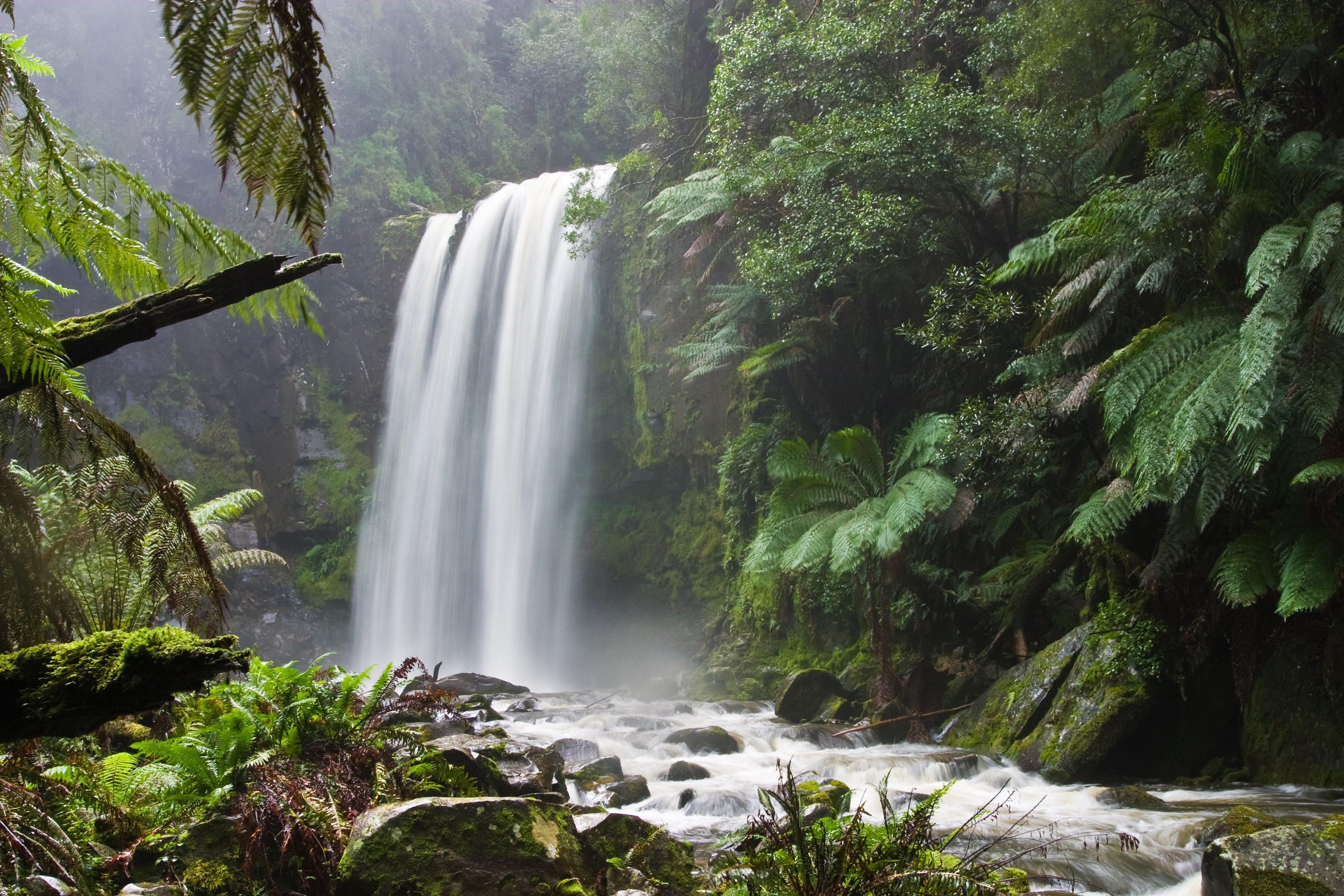
Habitat
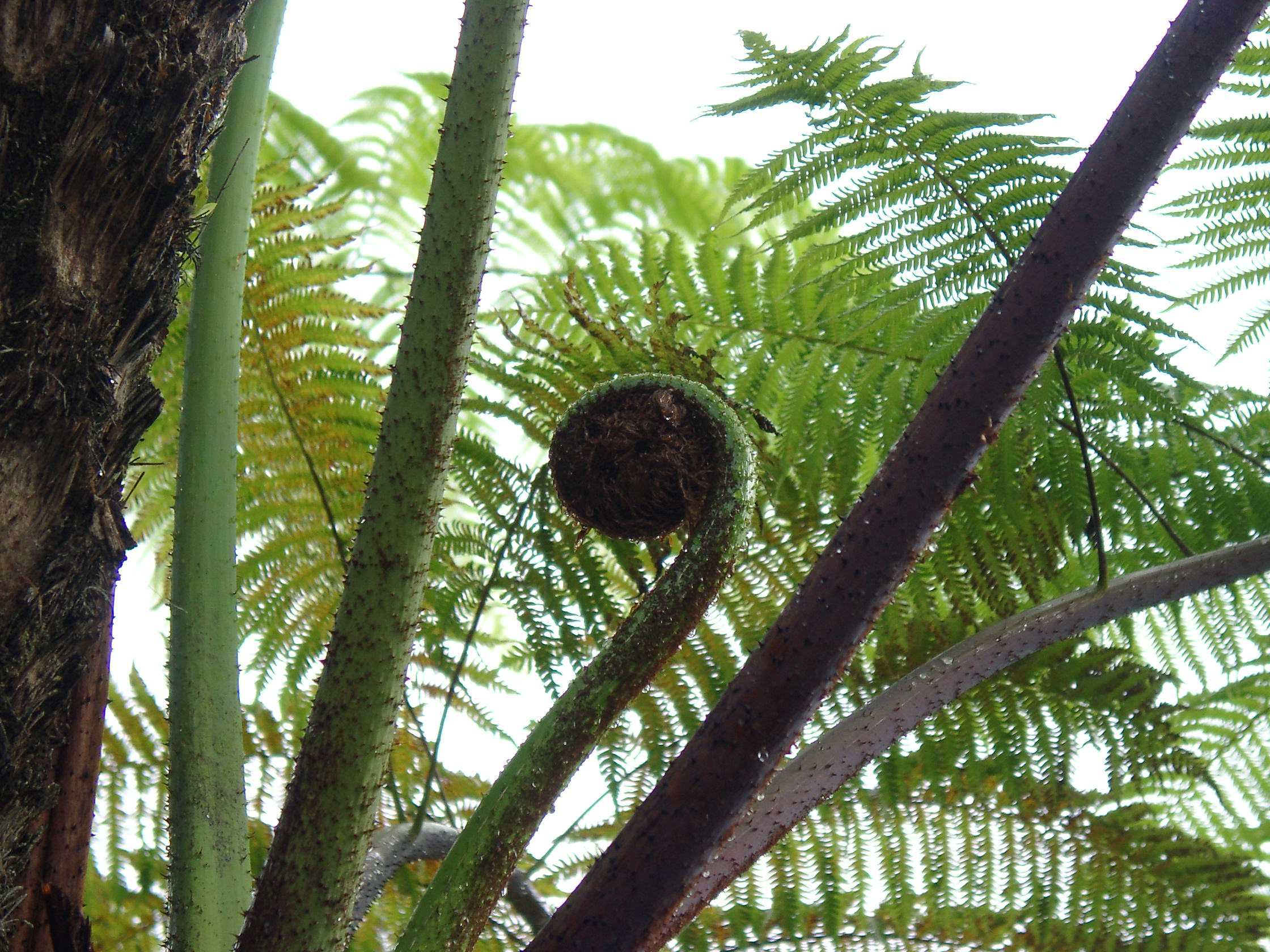
Baumfarn in Malaysia
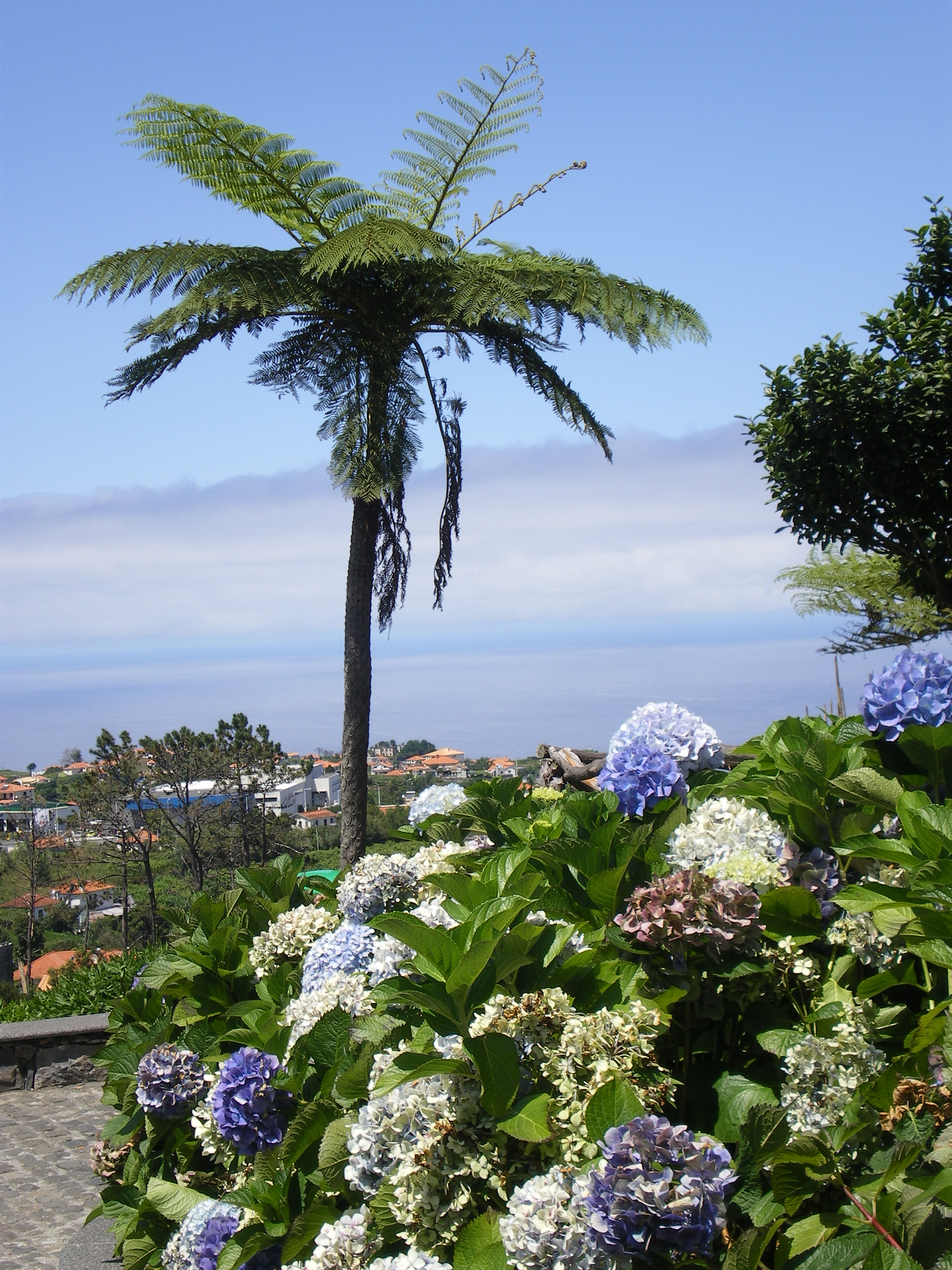
Baumfarn auf Madeira
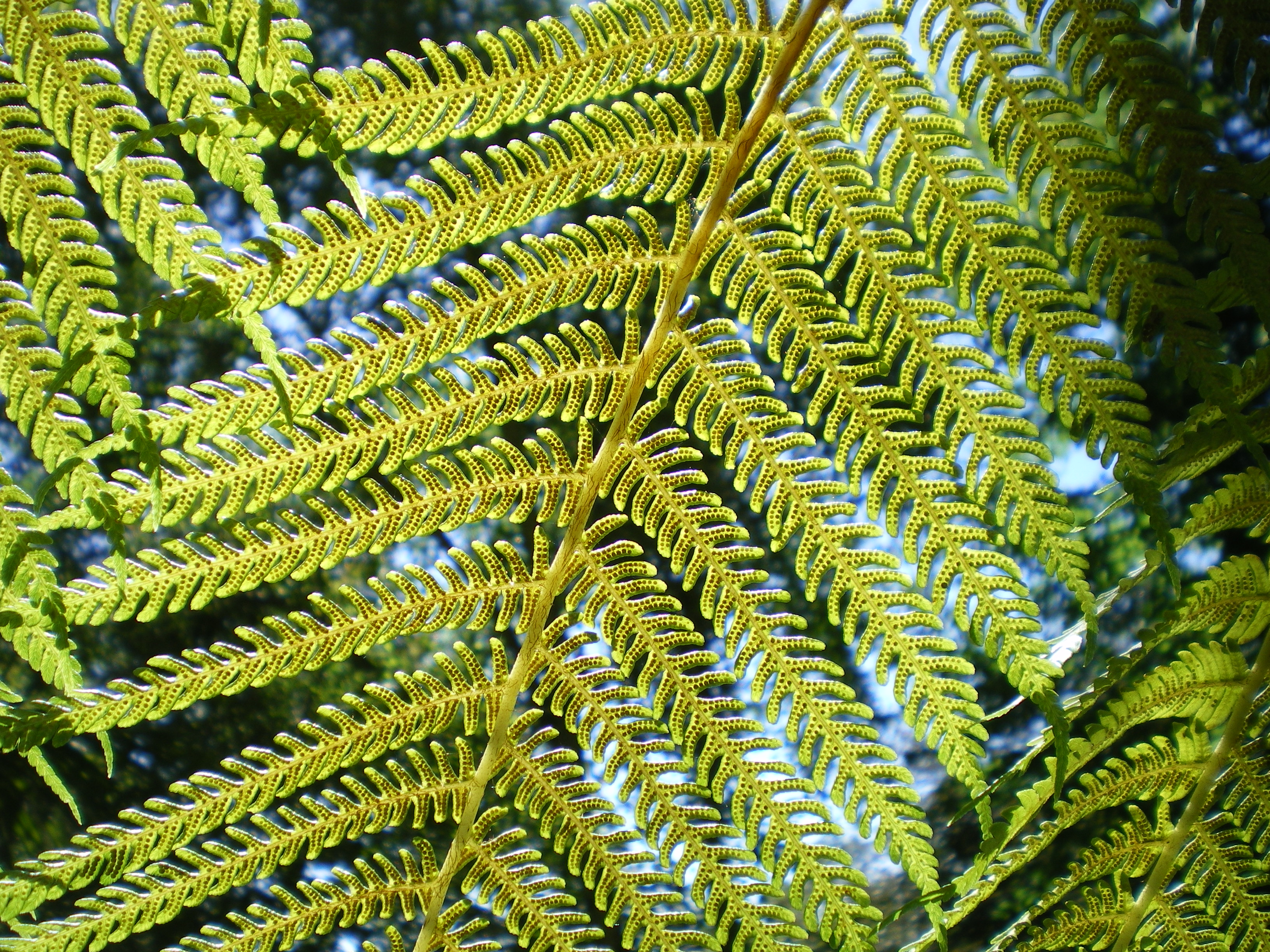
Sori an einem Baumfarn
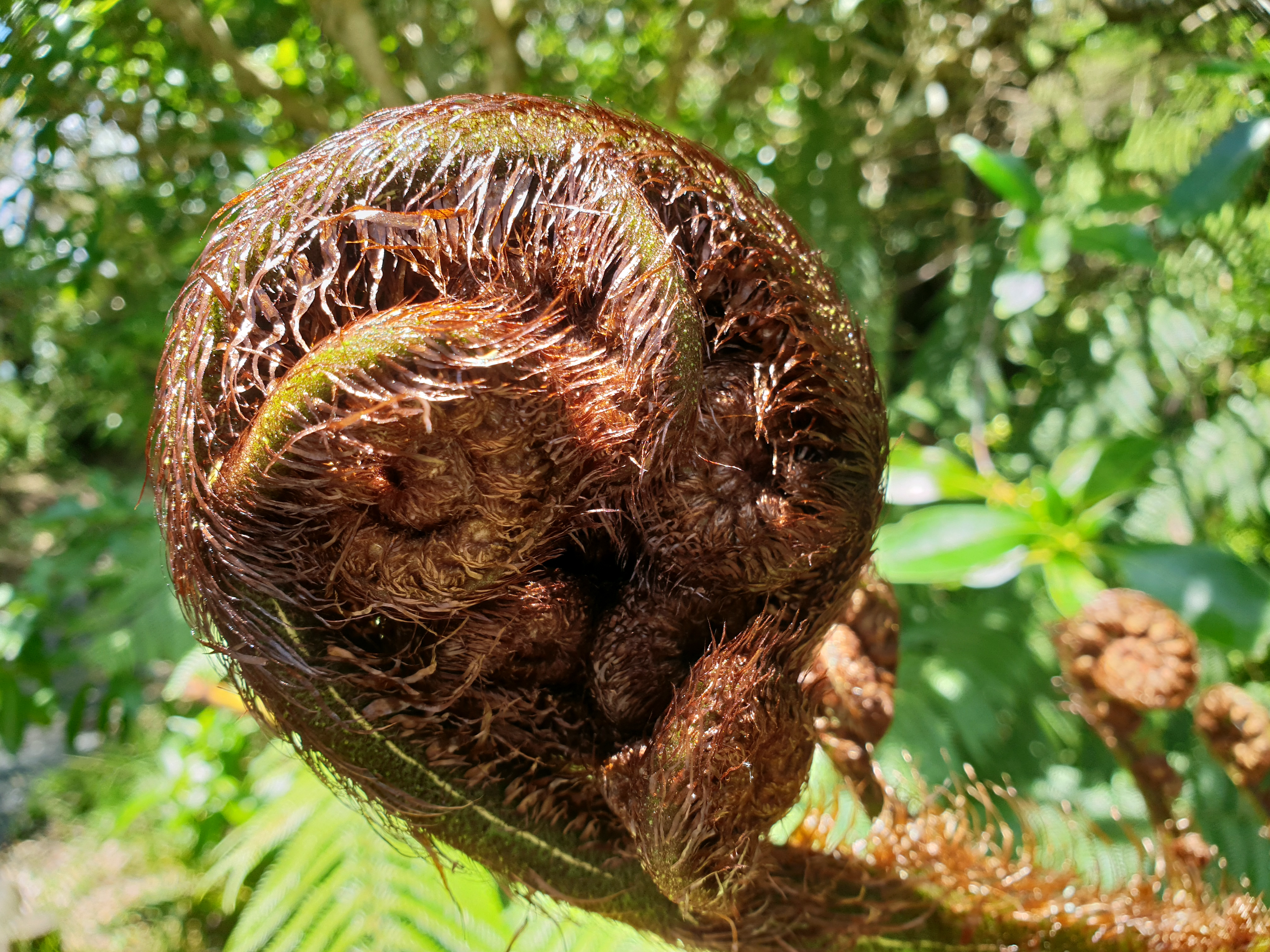
Baumfarn im Waimangu Volcanic Valley, Neuseeland